# 佐藤麗奈
佐藤 麗奈（さとう れな、1998年〈平成10年〉11月9日 - ）は、日本の女性タレント、モデル、ファッションブランドおよびデザインプロデューサー。通称「さとれな」。埼玉県出身。ボックスコーポレーション所属を経て、2019年12月からフリーランスで活動している。
元「アイドリング!!!」のメンバーおよび、元「マジカル・パンチライン」のリーダー。

## 略歴

### 黎明期 ( - 2013年)
小学校4年から芸能活動を始め、小6の時にスカウトされてステラプロモーションに所属。ジュニアアイドルとして、アイドルユニット『ラブリーX（テン）』のメンバーとして活動していた。その後、原宿でボックスコーポレーションの社長にスカウトされたのを契機に移籍。
2012年
AI女優養成プロジェクトの1期生メンバーとなり、数本の短編ドラマに出演。
2013年
3月、アルバム『ファンキーモンキーベイビーズLAST BEST』で、TVCMに初出演。
4月、TVドラマ『放課後グルーヴ』に初レギュラー出演。

### アイドリング!!!時代（2013年 - 2015年）
7月、女性アイドルグループ・アイドリング!!!新メンバーオーディションに合格し、34号として加入する。28日、アイドルフェス『TOKYO IDOL FESTIVAL 2013』にて御披露目。
8月、自身を含むアイドリング!!!新メンバー5人と、4期生 伊藤祐奈を加えた計6名で「アイドリングNEO（後のNEO fromアイドリング!!!）」を結成。31日、ライブフェス『a-nation 2013 stadium fes.』にて、アイドリングNEOのデビュー曲「mero mero」でライブデビュー。
11月、同ユニットのデビューシングル「mero mero」をリリース。初のレギュラー番組『NEO殿talk night』の放送開始。
2014年
8月、古橋舞悠との冠番組『ふるさとの さつまいモードLOL』と『古橋舞悠&佐藤麗奈 プレミアム放送』を開始。初冠のムック『girls！ Vol.42』を刊行。
10月、バラエティドラマ『実在性ミリオンアーサー』、情報バラエティ番組『Rの法則』にレギュラー出演。
2015年 アイドリング!!!卒業
1月、『佐藤麗奈 プレミアム放送』を開始。
3月、ファッション誌『LARME』のレギュラーモデルに就任し、同年5月（7月号）から活動開始。
5月、初のラジオ冠番組『佐藤麗奈のそれなさとれなラジオ』を開始。菊地亜美主催の音楽イベント『1ami9LIVE!』に出演。
6月、1st写真集『TOKYO INCIDENT Vol.3』を刊行。
7月、1stDVD『初恋』をリリース。
10月、NEO fromアイドリング!!!の活動が終了し、2年以上在籍した女性アイドルグループ・アイドリング!!!を卒業。

### マジカル・パンチライン時代（2015年 - 2018年）
11月、新たに発足するアイドルグループへの参加を公表。109ブランド『Miauler Mew』とのイベントを開催。
12月、ティーンズ・ファッション誌『ラブベリー』が3年9ヶ月ぶりに復刊し、レギュラー出演。
2016年
1月、トーク番組『古坂大魔王のカツアゲ!』にレギュラー出演。新たに所属したアイドルグループ名が「マジカル・パンチライン」に決定する。
2月、白泉社主催・NEXTグラビアクイーン4thシーズン・グランプリを受賞。マジカル・パンチライン名義で、アイドル番組『ぽにきゃん!アイドル倶楽部』にレギュラー出演し、グループの実質的活動を開始する。
4月、情報番組『めざましテレビ』のイマドキガールに就任。
7月、マジカル・パンチライン名義で、メジャーアルバムデビュー。
9月、『KANSAI COLLECTION』に出演し、初の大型ファッションショーに参加。
11月、フォトブック『RENA18』を刊行。
12月、2ndDVD『18-eighteen-』をリリース。
2017年
3月-4月、ファッションデザイナー 坂部三樹郎の10周年記念コレクションブックに参加および刊行。
8月、CM出演している「2年F組Fit's組」名義の楽曲に参加し配信を開始。『KANSAI COLLECTION』に2年連続出演。
10月、アイドリング!!!OGが集結する次世代への新番組『アイドルING!!!』が開始。
2018年 マジカル・パンチライン卒業
3月、所属する「マジカル・パンチライン」の卒業を表明。秋冬に続き『KANSAI COLLECTION』の春夏ステージに初参加。
4月、マジカル・パンチラインの3rdワンマンライブを最後に同グループを卒業し、アイドリング!!!時代から数え5年間のアイドル活動に終止符。

### ソロ活動以降（2018年 - 現在）
2018年8月、『KANSAI COLLECTION』の秋冬ステージに連続参加。
2019年1月、YouTubeチャンネルを開設。8月、アイドルの祭典『TOKYO IDOL FESTIVAL 2019』の10周年企画として「アイドリング!!!」および「NEO fromアイドリング!!!」が4年ぶり1日限りの復活を果たし、個人でも2年ぶりに参加。同月『KANSAI COLLECTION』秋冬ステージに参加。12月初頭、所属事務所ボックスコーポレーション退所を発表。以後はフリーで活動する。
2020年1月、デザインプロデュース業を再開し、アパレルブランド「PurpleR（パープラー）」を立ち上げ。2月、冠ラジオ番組「佐藤麗奈のそれなさとれなラジオ リターンズ」を開始。10月末、古巣アイドリング!!!最後の同窓会番組『バカリズム特番』に参加。
2025年3月25日、配信番組『豪の部屋』にて結婚と第1子出産を報告。結婚は2年前にしていたことを明らかにしている。

## 人物
趣味・特技は、ショッピング・メイク・アイドル鑑賞・お笑い好き・身体を動かすこと・水泳・映画鑑賞で『ハリー・ポッターシリーズ』の大ファン。書道は、小学生の時に全国大会で名誉会長賞と都道府県知事賞を受賞。短距離走が、中学時代の50m走の記録が7.6秒だったという。その中学では、美術部に所属していた。姉がいる。愛犬にチワワの「プティ」がいる。
主な愛称は、アイドリング!!!在籍時に定着した「さとれな」。アイドリング!!!の同期やマジカル・パンチラインのメンバーからは、名前通りに「れな（ちゃん）」と呼ばれることが多い。この他、アイドリング!!!時代には「れなっち」や「れなち」と呼称される場合もあった。
好きな男性のタイプは「優しくて一途な人」。敬愛していた女性は、ファッションモデルでアイドリング!!!の先輩だった大川藍。彼女のようなモデルを志望していた。
将来は所属事務所の先輩、相武紗季のような女優になるのが目標。スカイダイビングやバンジージャンプなどの体を張る仕事にも意欲的で、その方面ではイモトアヤコを目標としている。
デザインプロデュースの素質があり、リーダーを務めるマジカル・パンチラインの衣装や世界観などをはじめ、自身の出版・映像・服飾関連などを手掛けた実績がある。

### エピソード
- 事務所入りからアイドリング!!!加入まで

現所属事務所に入った経緯は、原宿竹下通りで母親の買い物に付き添い、携帯電話しながら店外待機していた時、ボックスコーポレーションの社長にスカウトされた。その後、練習生としてレッスンに通い、社内オーディションに合格して正式に所属した。元々はアイドルを強く志望していたため、事務所に届いていたアイドリング!!!新メンバーオーディションを受ける機会を貰い、みごと合格に至った。当時は少し太っていて、1か月で5Kg以上減量してオーディションに臨んだ結果だった。このように、アイドルを目指してアイドリング!!!に加入した数少ないメンバーで、4期生・伊藤祐奈も「私と佐藤麗奈ぐらい」だと述べている。
- 事務所同世代

アイドリング!!!の同僚だった石田佳蓮とは練習生時代、一緒に社内レッスンを受けていた。
ハコイリ♡ムスメ元メンバーの門前亜里・小松もかとは、新人女優育成企画『AI 女優養成プロジェクト』の同期生。同じく内山珠希とは事務所入りが同期で、内山がハコイリ♡ムスメの社内オーディションに参加したのは「佐藤がアイドリング!!!に入って、うらやましい気持ちが強くなった」からとインタビューで答えている。
- その他

身体の柔軟性が要求されるリンボーダンスを得意としており、レギュラー出演していた『アイドリング!!!』の企画（2014年1月8日放送）でバーの高さ80cmをクリア。そして同年8月2日放送のテレビ朝日『関ジャニの仕分け∞』新柔軟女王No.1決定戦スペシャル特番に、アイドル代表で出演した。そのリンボーダンス対決で下馬評を覆し、バーの高さ50cmの好成績を収めた。

## グループ活動

### アイドリング!!!関連
- NEO期生

アイドリング!!!ナンバーは34号。イメージフラワーはアイリス。イメージカラーは紫（NEO fromアイドリング!!!ではピンク）。歴代メンバーの内、古橋舞悠・関谷真由・橋本瑠果・佐藤ミケーラ倭子と同期で、共にNEO fromアイドリング!!!のメンバーでもあった。
自身はNEO期生メンバー選出について、オーディション最終審査の一回では決まらず、更に追加審査を実施していた事を明かし、最終的に「たぶん個性の強い子が残されたんだと思う」と述べている。
- キャラクター / 闘志

アイドルを強く志望して加入してきたメンバーが珍しいこともあり、バラエティ色が強いメンバーが多い中にあって、当初からミルキーなアイドル性を前面に推し出すことが多かった。また勘が鋭く、様子をよく観察し記憶力に長けていた。MCのバカリズムは、グループ内の勢いや物販売上がトップだと皮肉り、売れっ子のキャラ付けをしていた。ほか、ジェスチャーを交えて話す癖がある。それが相手には大仰で奇妙に映り、本人も「バカっぽいイメージでみられてる」と認識していた。涙もろい所もあり、番組内で涙している場面をしばしば見せていた。その際の滑舌は非常に悪い。
勝負事には純粋に闘争本能を露わにし、番組内の体力・格闘企画で手を抜く事はなかった。順位付けをする企画でも、自分の不甲斐なさに悔し涙を流す事もあった。また、待遇に疑問を持った場合、自己主張をするメンタルの強さもある。
- メンバーとの関係

歴代メンバーの内、遠藤舞・外岡えりか・長野せりな・伊藤祐奈・石田佳蓮とは同じ事務所に所属。
同級生でもある古橋舞悠とは、コンビで扱われる事がある。古橋のイメージカラーである黄色と、自身のイメージカラーである紫の組み合わせが、さつまいもの色を連想させることから「さつまいもコンビ」と自称し、それを冠した古橋との共演バラエティ『さつまいモードLOL』という番組もできている。古橋が『Rの法則』第6期R'sメンバーに選ばれた事から、R'sメンバーとしては先輩（第5期）となった。
- その他

元メンバー菊地亜美がパーソナリティを務めるラジオ日本『菊地亜美の1ami9』では、番組のエンディングに佐藤のブログを勝手に紹介する「がんばれなっち」のコーナーを、2014年6月から10月まで放送しており、本人も数度ゲスト出演している。また、同番組のプロデューサー・福田良平は、佐藤の大ファンであることを公言している。それらの縁で、2015年5月に同局にて初のラジオ冠番組を開始した。以降も、同局主催のライブなどに度々出演している。

#### アイドリング!!!卒業
2015年10月末日、アイドリング!!!の活動終了に伴いグループを卒業した。2年3ヶ月在籍し、シングル3枚・アルバム2枚参加などの実績を残している。レギュラー番組『アイドリング!!!』にも同期間200回以上出演した。
- 卒業コメント

当初は「アイドルになりたくてアイドリング!!!を志望したのに、派生ユニット・NEOから活動する意味が分からなかった。しかしNEOで培った事は、その後の糧になった」と述べている。
同期ついては、「NEO期メンバーとは、家族以上に共に過ごし分かち合った。この5人で良かった」と、想いを吐露している。
番組に対しては「バラエティについて色々学んだ事が、ソロ活動に活きている。升野(バカリズム)や先輩達のおかげ。逆にもっと目立つ事をしておけばよかった」と謝意を述べた。

#### NEO fromアイドリング!!!関連
2013年8月、女性アイドルグループ・アイドリング!!!の派生ユニットであるアイドリングNEO（後に、NEO fromアイドリング!!!と改称）に、一員として参画した。母体アイドリング!!!に伴う活動の終了まで在籍し、シングル4枚・アルバム1枚参加などの実績を残している。
担当していたピンクのイメージカラーの通り、ラブリーなルックスで演じていた。

### マジカル・パンチライン関連
本人を主体としていたグループ。通称『マジパン』。自身は、アイドリング!!!の卒業後もアイドル活動を継続したい意思を事務所に伝え、それを汲み取る形で結成に動き出した。
プロジェクトの存在は、アイドリング!!!卒業の翌日に佐藤がTwitter上で公表した。以後本格的にプロジェクトが開始され、最終選考オーディションやグループ創設の骨格に、本人も大きく関わった。翌年1月にグループ名を明かし、メンバーも2月末までに順次発表され同月から活動を開始した。
約2年間在籍し、2018年4月の卒業までリーダーとしてグループを牽引。本体のプロデュースや、シングル2枚・アルバム2枚参加などの実績を残した。

#### 初代リーダー
アイドリング!!!在籍時代では「正統派アイドル」としての面を押し出していたのに対し、当グループでは そのようなアイドルキャラは年少メンバーに任せ、自らは毒舌でクールなキャラクターを演じる事が多くなった。本人は「アイドリング!!!時代は年少者だったのに、マジパンでは最初から年長者だった」と、飛び越したポジションの急な変化に葛藤した当初の心情を吐露している。
そしてリーダーを任された重責から「メンバーに嫌われても、グループが良くなる為なら叱咤叱責もいとわない」と明かし「恥を捨ててこそアイドル」だと、アイドリング!!!時代に培ったプラス面を伝えたいと語っていた。

## 作品

### 音楽
アイドリング!!!名義
- 6thアルバム『ロデオマシーン』(2015年3月18日、ポニーキャニオン)

ほか
NEO fromアイドリング!!!名義
- ベストアルバム『NEO Kiss♡Memories』(2015年8月14日、FUJIPACIFIC MUSIC)

ほか
マジカル・パンチライン名義
- 1stミニアルバム『MAGiCAL PUNCHLiNE』(2016年7月20日、ポニーキャニオン)
- 2ndミニアルバム『MAGiCAL MYSTERY TOUR』(2016年12月21日、ポニーキャニオン)
- 1stシングル『パレードは続く』(2017年8月9日、ポニーキャニオン)
- 2ndシングル『DEUS EX MACHINA』(2017年12月20日、ポニーキャニオン)

2年F組Fit's組 名義
- 楽曲配信『誇り』(2017年8月1日、ロッテホールディングス)

### 映像
イメージビデオ
- 初恋（2015年7月25日、ワニブックス)
- 18-eighteen-（2016年12月16日、双葉社)

音楽ビデオ
- 佐藤麗奈 マジパン卒業公演『DANCE DANCE ROMANCE: PART II』（2018年7月18日、ポニーキャニオン) - Blu-ray・マジパンSHOP限定[76]

### 写真集
- TOKYO INCIDENT Vol.3（2015年6月27日、ワニブックス / 撮影：桑島智輝)
- フォトブック『RENA18』(2016年11月9日、双葉社 / 撮影：細居幸次郎)[52]

WEB・デジタル版
- 週プレnet Extra（集英社 / 撮影：細居幸次郎)
  - No.289 佐藤麗奈『もう"サトレナ"一択でしょ!』(2015年3月)
  - No.468 佐藤麗奈『不思議の国のさとれな』(2016年8月)
- ワニブックス グラビアコレクション #139（2016年1月1日、ワニブックス / 撮影：桑島智輝)
- SPA! デジタル写真集 佐藤麗奈（2017年7月4日、扶桑社 / 撮影：佐藤佑一)
- FLASHデジタル写真集 佐藤麗奈『わたし、アイドルやめました』（2020年5月1日、光文社 / 撮影：東京祐)

### その他
ラジオ音源
- ラジカントロプスNEXT『佐藤麗奈のそれなさとれなラジオ』CD（2015年7月29日、ラジオ日本） - 限定盤[77]

## 出演

### テレビ
レギュラー・冠番組
- アイドリング!!!（2013年8月 - 2015年10月、フジテレビワンツーネクスト）
- アイドリング!!! (地上波版)（2013年8月 - 2015年11月、フジテレビ/フジテレビONE）
- Rの法則（2014年10月 - 2018年3月NHK Eテレ) - 第5期R'sメンバー（R'sナンバー00082「さとれな」）
- めざましテレビ（2016年4月 - 2017年3月、フジテレビ系） - イマドキガール
- MUSE9（2019年7月 - 12月、千葉テレビ）
- トピックメーカー（2020年1月 - 9月、千葉テレビ）
- バカリズム特番（2020年8月31日深夜・10月30日、フジテレビONE）

### ドラマ
- 放課後グルーヴ (2013年4月 - 6月、TBSテレビ) - 山田志帆 役
- 実在性ミリオンアーサー (2014年10月 - 2015年3月、テレビ神奈川ほか) - ニムエ 役
  - Britain Music Live ダイジェスト放送（2015年7月31日、テレビ神奈川)

配信ドラマ
- Actress Incubation 第1シーズン（2012年10月 - 2013年1月)
  - 主な主演作品:水曜日のオタク / サヨナラ、海

### 映画
- 劇場版 仮面ライダーゴースト 100の眼魂とゴースト運命の瞬間（2016年）

### 配信テレビ・アプリ
- 佐藤麗奈&古橋舞悠&橋本瑠果 プレミアム放送 (2014年4月7日、AmebaStudio)
- ふるさとのさつまいモードLOL (2014年8月18日 - 2015年7月3日、AmebaStudio) / (2015年8月 - 11月、AmebaFRESH!Studio)
- 古橋舞悠&佐藤麗奈 プレミアム放送 (2014年8月18日 - 2015年7月3日、AmebaStudio)
- 実在性ミリオンアーサー上映会（2014年10月 - 2015年3月、ニコニコ生放送) - ニムエ役
  - UTSUWA前半戦総復習! 公開生放送 (2014年12月12日)
  - Britain Music Live ダイジェスト放送 (2015年7月31日)
- 佐藤麗奈 プレミアム放送/オフィシャル生放送 (2015年1月19日 - 7月23日、AmebaStudio) /（2015年8月、AmebaFRESH!Studio)
- 古坂大魔王のカツアゲ! (2016年1月、AmebaFRESH!Studio) / (2016年2月 - 3月、AbemaFRESH!) - アシスタントMC
- 佐藤麗奈&溝口恵&久松かおりの「girls! Showroom」(2016年2月 - SHOWROOM)
- 麗奈＆理江のボードゲームセンターYA (2016年2月 - ヤングアニマルDensi)
- アイドルING!!!〜ネクスト育成ング!!! (2017年10月 - 2018年9月、FRESH!) - ※2017年9月パイロット版放送あり

### ラジオ
- ラジカントロプスNEXT 佐藤麗奈のそれなさとれなラジオ（2015年5月4日 - 25日、ラジオ日本） - 全4回
- ミュ〜コミ+プラス（2017年1月 - 2月、ニッポン放送）
- 佐藤麗奈のそれなさとれなラジオリターンズ（2020年2月1日 - 2023年5月20日 、市川うららFM）

### CM・広告・イメージモデル
- TVCM『ファンキーモンキーベイビーズLAST BEST』(2013年3月、ドリーミュージック)
- 週刊ジョージア『妄想カノジョ 佐藤麗奈』(2015年4月20・22・24日、KADOKAWA)
- SHIBUYA 109『Miauler Mew』さとれなコラボ (2015年11月 - 109)[78]
- 成人式振袖BOOK『furisode』(2016年12月 - 2017年1月、ジョイフル恵利)
- Fit's『2年F組 Fit's（フィッツ）組』(2017年2月 - 2018年2月、ロッテ)[79]

### イメージビデオ
- 長野せりな『最後の夏』(2015年6月25日、ワニブックス) - 友情出演

### ファッションショー
- KANSAI COLLECTION（大阪ドーム）
  - 2016年 A/W（9月18日）
  - 2017年 A/W（8月30日）
  - 2018年 S/S（3月21日） A/W（8月29日）
  - 2019年 A/W（8月27日）

### イベント
- 『girls! vol.42』発売記念イベント（2014年8月23日、書泉ブックタワー）[9]
- 東京ゲームショー2014 トークイベント（2014年9月20日、千葉市幕張メッセ）[80]
- 2015年度カレンダー発売記念 握手会（2014年11月2日、ブックファースト新宿店）[81]
- 『My Girl Vol.2』販売記念スペシャルイベント（2015年1月17日、新星堂サンシャインシティ・アルタ店）
- 1st写真集『TOKYO INCIDENT Vol.3』発売記念イベント（2015年6月27日、福家書店新宿サブナード）
- 1stDVD『初恋』発売記念イベント（2015年8月9日、ソフマップアミューズメント館 / 福家書店新宿サブナード）
- 『My Girl Vol.5』販売記念スペシャルイベント（2015年8月23日、有隣堂ヨドバシAkiba店）
- 2016年度カレンダー発売記念 握手会（2015年11月1日、ブックファースト新宿店）[82]
- 109ブランド『Miauler Mew』イベント
  - （2015年11月15日、SHIBUYA 109) (2016年1月6日、名古屋・丸栄百貨店）
- 佐藤麗奈トークショー（2015年12月26日、名古屋・サンシャイン栄）
- 超十代
  - ULTRA TEENS FES 2016（2016年3月29日、幕張メッセ国際展示場） - LOVE berry名義
  - 夏期講習 2016（2016年8月23日、青山学院大学IVY HALL） - LOVE berry名義
  - ULTRA TEENS FES 2017（2017年3月28日、幕張メッセ国際展示場） - LOVE berry名義[83]
- NHKワンダーランド秋葉原 2016（2016年7月30日、ベルサール秋葉原） - R's名義
- フォトブック『RENA18』発売記念サイン会（2016年11月19日、アキバ☆ソフマップ1号店）[84]
- 2017年度カレンダー発売記念 握手会（2016年12月3日、八重洲ブックセンター本店）[53]
- 2ndDVD『18-eighteen-』発売記念イベント（2017年1月28日、ソフマップアミューズメント館）[85]
- 2018年度カレンダー発売記念 握手会（2017年10月28日、ブックファースト新宿店）
- 佐藤麗奈 二十一歳生誕祭（2019年12月15日、渋谷UNDER DEER LOUNGE）

音楽イベント
- 1ami9LIVE! #001・#003（2015年5月24日・12月27日、TOKYO FM HALL）
- TOKYO IDOL FESTIVAL 2016（2016年8月7日、フジテレビ本社屋） - どる☆NEO名義
- マジカル・パンチライン3rdワンマンライブ「DANCE DANCE ROMANCE: PART II 〜君に出会えてよかった〜」佐藤麗奈 卒業公演（2018年4月8日、新宿ReNY）
- TOKYO IDOL FESTIVAL 2019（2019年8月2日・4日、お台場フジテレビ特設会場） - アイドリング!!! / NEO fromアイドリング!!!名義

## 書籍

### 雑誌
レギュラー
- LARME (2015年5月(7月号) - 2017年、徳間書店）
- LOVE berry (2016年1月 - 2017年9月、徳間書店）
- ヤングアニマル (2016年2月 - 12月、白泉社) - グラビア・表紙[86]

ムック・その他
- girls! Vol.40 - 47 (2013年11月21日 - 2016年4月20日、双葉社) - マジカル･パンチライン名義も含む
  - Vol.42 (2014年7月24日) - 冠掲載
- 月刊アームズマガジン (2014年9月27日、ホビージャパン) - 表紙
- My Girl Vol.2・5・7 (2014年12月15日・2015年8月11日・12月9日、エンターブレイン) - 不定期
- グラビア・ザテレビジョン (2016年3月8日 - KADOKAWA) - 表紙
- MIKIO SAKABE×∀iDOL style book (2016年4月15日、ヒューマンフォーラム) - 表紙
- 週刊アスキー No.1149 秋葉原限定版 (2017年10月24日、KADOKAWA) - 表紙[87]

### カレンダー
- 佐藤麗奈 2015年度カレンダー (2014年10月4日、トライエックス)
- 佐藤麗奈 2016年度カレンダー (2015年10月17日、トライエックス)
- 佐藤麗奈 2017年度カレンダー (2016年10月29日、トライエックス)
- 佐藤麗奈 2018年度カレンダー (2017年10月28日、トライエックス)